# Rakisvalleimeer
Het Rakisvalleimeer, Samisch: Rágesvuomajávri, is een meer in Zweden. Het meer ligt in de gemeente Kiruna aan de oostkant van het Rakisdal, Rágesvuoma, ten oosten van het Rakismeer.
afwatering: meer Rakisvalleimeer → Rakisrivier → Torneträsk → Torne → Botnische Golf